# Rodger Bernardico
Rodger Bernardico – piłkarz urugwajski, bramkarz.
Jako piłkarz klubu CA Cerro wziął udział w turnieju Copa América 1957, gdzie Urugwaj zajął czwarte miejsce. Bernardico zagrał w trzech meczach - z Ekwadorem (stracił 2 bramki), Kolumbią (stracił 1 bramkę) i Argentyną (stracił 4 bramki). W pozostałych trzech meczach zastąpił go Walter Taibo.
Zaraz po mistrzostwach kontynentu przeszedł do klubu CA Peñarol, z którym trzy razy z rzędu zdobył mistrzostwo Urugwaju - w 1958, 1959 i 1960 roku..
W 1961 roku grał w argentyńskim klubie CA Independiente.
Bernardico od 27 lipca 1956 roku do 20 maja 1964 roku rozegrał w reprezentacji Urugwaju 9 meczów, w których przepuścił 15 bramek.